# Francisco Ayala Díaz
Francisco Javier Ayala Díaz (Teno, Chile, 30 de enero de 1989) es un futbolista chileno. Juega como Defensa y su club actual es Deportes Santa Cruz de la Primera División B de Chile.

## Clubes
| Club                  | País  | Año       |
| --------------------- | ----- | --------- |
| Curicó Unido          | Chile | 2008-2012 |
| Deportes Copiapó      | Chile | 2012      |
| Iberia                | Chile | 2013-2015 |
| Unión San Felipe      | Chile | 2015-2017 |
| Curicó Unido          | Chile | 2017-2018 |
| Coquimbo Unido        | Chile | 2018      |
| Deportes Melipilla    | Chile | 2019      |
| Deportes Puerto Montt | Chile | 2020      |
| Cobresal              | Chile | 2021      |
| Santiago Morning      | Chile | 2022      |
| Deportes Santa Cruz   | Chile | 2023-Act. |

## Palmarés

### Campeonatos nacionales
| Título           | Club           | País  | Año     |
| ---------------- | -------------- | ----- | ------- |
| Primera B        | Curicó Unido   | Chile | 2008    |
| Segunda División | Iberia         | Chile | 2013-T  |
| Segunda División | Iberia         | Chile | 2013-14 |
| Primera B        | Curicó Unido   | Chile | 2017    |
| Primera B        | Coquimbo Unido | Chile | 2018    |